# Corabia
Corabia je město v župě Olt v Rumunsku. Žije zde přibližně 14 tisíc obyvatel. Administrativní součástí města jsou i dvě okolní vesnice.

## Části
- Corabia – 12 804[2] obyvatel
- Tudor Vladimirescu – 969 obyvatel
- Vârtopu – 277 obyvatel